# Angmar

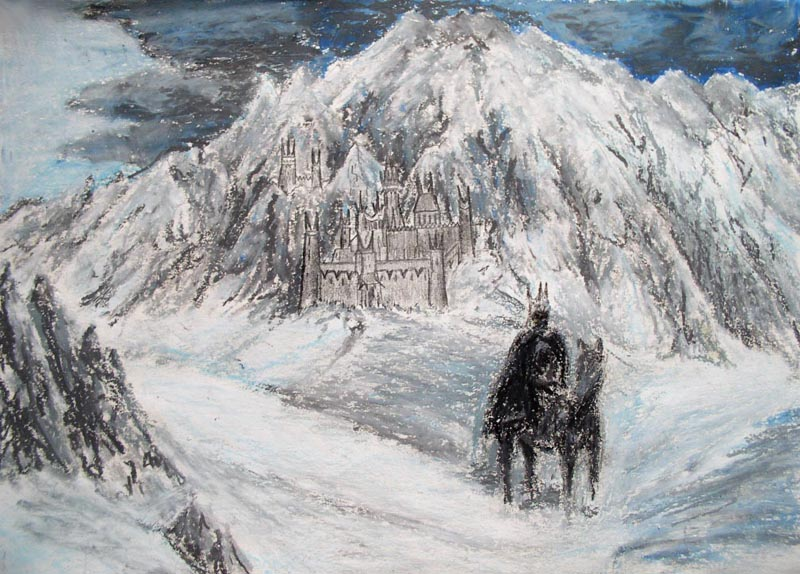
Carn Dûm, de hoofdstad van Angmar

Angmar is een fictief rijk in het door J.R.R.Tolkien verzonnen Midden-aarde.
Angmar was het rijk van de Tovenaar-koning in de Derde Era. Het rijk werd ten noordoosten van Arnor gesticht om de Dúnedain te verslaan. Vanuit Angmar viel de Tovenaar-koning de landen van Arnor en de Dúnedain binnen en veroverde de grootste delen. Uiteindelijk werd Angmar echter veroverd door de soldaten van Gondor en de overgebleven Dúnedain.
Hoofdstad van het rijk Angmar was Carn Dûm. De stad lag in het noorden van Midden-aarde, boven de Reuzenheide.